# Tallaght Stadium
Tallaght Stadium (en irlandais : Staid Thamhlachta) est un stade de football situé dans la ville de Tallaght au sud-ouest de l’agglomération de Dublin. Le stade est la propriété du South Dublin County Council et a comme club résident les Shamrock Rovers Football Club. 
Le stade est composé d’un terrain aux dimensions de l’aire de jeu du football avec une tribune principale comportant 3 300 sièges et, en face, une seconde tribune de 2 700 places ouverte en août 2009. Ces deux tribunes sont couvertes. La tribune principale regroupe un espace pour les supporters visiteurs, l’espace de presse et l’espace pour les officiels.
Il n’y a pour l’instant aucune tribune aménagée derrière les buts. Des tribunes temporaires peuvent être installées comme en aout 2009 pour un match amical contre le Real Madrid ce qui peut porter la capacité d’accueil à 10 900 places.

## Histoire
Le stade a connu une histoire très mouvementée, et cela dès avant son inauguration. Sa création et sa conception ont été l’objet de nombreuses discussions et ont souvent été l’objet de réclamations en justice.
En juin 2020, la municipalité autorise le projet d'agrandissement du stade qui a pour objet de construire une tribune Nord pour fermer le stade et en porter la capacité d'accueil à 10 722 places assises. Cette nouvelle tribune proposera 2 500 places. Les bureaux et la boutique des Shamrock Rovers y seront déplacés. Le coût de ce projet s'élève à 7.7 millions d'euros. Les travaux commencent en mai 2022
le record d'affluence est battu le 29 septembre 2023 à l'occasion du derby entre les Shamrock Rovers et Shelbourne avec 7 879 spectateurs.
Après la restructuration du stade, un nouveau record d'affluence est battu le 29 mars 2024 à l'occasion d'un derby de Dublin contre le Bohemian Football Club. Pour l'occasion ce sont 10 094 spectateurs qui sont comptabilisés. Outre le record du stade, c'est aussi un record d'affluence pour le championnat d'Irlande au XXIe siècle.